# Archiearis albofasciata
Archiearis albofasciata là một loài bướm đêm trong họ Geometridae.